# Maj-Lis Holmberg
Maj-Lis Ulrika Holmberg, född 23 februari 1922 i Helsingfors, död 1997, var en finländsk författare och översättare.
Holmberg var filosofie licentiat och universitetslektor. Hon utgav egna diktsamlingar, av vilka kan nämnas Bålet (1948), Om glädje och oglädje (1973) och O ljusa jordiska morgon (1986). Hon utförde även översättningar till svenska av modern isländsk litteratur, främst poesi. Hon tilldelades finländska statens översättarpris 1975.